# Benjamin Stambouli
Benjamin Stambouli (Marseille, 13 augustus 1990) is een Frans voetballer van Algerijnse afkomst die doorgaans als defensieve middenvelder speelt. Hij verruilde Paris Saint-Germain in augustus 2016 voor FC Schalke 04. Stambouli is een zoon van Henri Stambouli.

## Clubcarrière
Stambouli is een zoon van Henri Stambouli, een Algerijns voetbaldoelman die voor AS Monaco en Olympique Marseille speelde. Stambouli bezit zelf ook de Algerijnse nationaliteit. Hij sloot op veertienjarige leeftijd aan in de jeugdopleiding van Montpellier. Op 3 maart 2010 zette hij hier zijn handtekening onder zijn eerste profcontract, waarmee hij zich voor drie seizoenen aan de club verbond. Later werd dit contract verlengd tot juni 2015. Stambouli maakte op 8 augustus 2010 zijn debuut in het eerste team in een wedstrijd tegen Girondins Bordeaux in de Ligue 1. Op 4 december 2012 brak hij tijdens een Champions League-duel tegen Schalke 04 zijn voet, waardoor hij drie maanden uitgeschakeld was. Stambouli speelde vier seizoenen in het eerste team van Montpellier en werd daarmee in het seizoen 2011/12 Frans landskampioen. Een seizoen eerder bereikte hij de finale van de Coupe de la Ligue met de club, maar verloor daarin van Olympique Marseille (1-0).
Stambouli tekende in september 2014 een vijfjarig contract bij Tottenham Hotspur, dat circa zeven miljoen euro voor hem betaalde aan Montpellier.
Hij debuteerde op 13 september 2014 voor Tottenham Hotspur in de Premier League. Een doorbraak bij de Engelse club bleef uit en na één jaar mocht hij weg.
Stambouli tekende in juli 2015 een contract tot medio 2020 bij Paris Saint-Germain, de kampioen van Frankrijk. Dat betaalde circa €8.000.000,- voor hem aan Tottenham Hotspur. Op 7 augustus 2015 maakte Stambouli zijn debuut bij Paris Saint-Germain in de competitiewedstrijd tegen OSC Lille (0–1 overwinning).

## Clubstatistieken
| Seizoen | Club                | Competitie     | Competitie | Competitie | Beker | Beker | Supercup | Supercup | Internationaal | Internationaal | Totaal | Totaal |
| Seizoen | Club                | Competitie     | Wed.       | Dlp.       | Wed.  | Dlp.  | Wed.     | Dlp.     | Wed.           | Dlp.           | Wed.   | Dlp.   |
| ------- | ------------------- | -------------- | ---------- | ---------- | ----- | ----- | -------- | -------- | -------------- | -------------- | ------ | ------ |
| 2010/11 | Montpellier HSC     | Ligue 1        | 26         | 0          | 4     | 0     | —        | —        | 1              | 0              | 31     | 0      |
| 2011/12 | Montpellier HSC     | Ligue 1        | 26         | 0          | 3     | 0     | —        | —        | —              | —              | 29     | 0      |
| 2012/13 | Montpellier HSC     | Ligue 1        | 21         | 1          | 1     | 0     | 1        | 0        | 4              | 0              | 27     | 1      |
| 2013/14 | Montpellier HSC     | Ligue 1        | 37         | 2          | 4     | 1     | —        | —        | —              | —              | 41     | 3      |
| 2014/15 | Montpellier HSC     | Ligue 1        | 2          | 0          | 0     | 0     | —        | —        | —              | —              | 2      | 0      |
| 2014/15 | Tottenham Hotspur   | Premier League | 12         | 0          | 7     | 0     | —        | —        | 6              | 1              | 25     | 1      |
| 2015/16 | Paris Saint-Germain | Ligue 1        | 27         | 0          | 9     | 0     | 1        | 0        | 2              | 0              | 39     | 0'     |
| 2016/17 | Paris Saint-Germain | Ligue 1        | 0          | 0          | 0     | 0     | 1        | 0        | 0              | 0              | 1      | 0      |
| 2016/17 | Schalke 04          | Bundesliga     | 23         | 0          | 3     | 0     | —        | —        | 11             | 0              | 37     | 0      |
| Totaal  | Totaal              | Totaal         | 174        | 3          | 31    | 1     | 3        | 0        | 24             | 1              | 232    | 5      |

## Interlandcarrière
Stambouli speelde veertien wedstrijden in Frankrijk –21.

## Erelijst
| Competitie            |             |             |             |             |
| Competitie            | Aantal      | Jaren       |             |             |
| Montpellier           | Montpellier | Montpellier | Montpellier | Montpellier |
| --------------------- | ----------- | ----------- | ----------- | ----------- |
| Ligue 1               | 1x          | 2011/12     |             |             |
| Paris Saint-Germain   |             |             |             |             |
| Ligue 1               | 1x          | 2015/16     |             |             |
| Coupe de France       | 1x          | 2015/16     |             |             |
| Coupe de la Ligue     | 1x          | 2015/16     |             |             |
| Trophée des Champions | 2x          | 2015, 2016  |             |             |